# Argis (crustacé)
Pour l’article homonyme, voir Argis.
Genre
Argis est un genre de crustacés regroupant différentes espèces de crevettes communes.
Un phénomène d'hermaphrodisme protérandrique a été constaté chez Argis dentata par J. Fréchette et al. (1971).

## Liste des espèces
Certaines espèces font partie de la faune des crustacés qui a été concernée par le passage du dernier grand tsunami ayant touché le Japon et de ses conséquences en matière de pollution marine.
Selon World Register of Marine Species (11 mars 2017) :
- Argis alaskensis (Kingsley, 1883)
- Argis californiensis (Rathbun, 1902)
- Argis crassa (Rathbun, 1899)
- Argis dentata (Rathbun, 1902)
- Argis hozawai (Yokoya, 1939)
- Argis lar (Owen, 1839)
- Argis levior (Rathbun, 1902)
- Argis ovifer (Rathbun, 1902)
- Argis toyamaensis (Yokoya, 1933)